# Американські боги (телесеріал)
Американські боги (англ. American Gods) — американський телесеріал у жанрі міського фентезі, створений за мотивами однойменного роману англійського письменника-фантаста Ніла Ґеймана.
Прем'єра першого сезону відбулася 30 квітня 2017 року. Перший сезон складався з 8 епізодів..
У середині травня стало відомо, що серіал буде продовжено на другий сезон, який показали 10 березня — 28 квітня 2019 року. У жовтні 2020 року на нью-йоркському комік-коні показали трейлер 3-го сезону, прем'єра якого відбулася на початоку 2021 року.

## Сюжет
Сюжет телесеріалу зосереджено на хлопцеві з кримінальним минулим на ім'я Тінь Мун (Рікі Віттл), який виходить з в'язниці за декілька днів раніше, ніж повинен був через передчасну смерть дружини, яка загинула внаслідок автокатастрофи. По дорозі на похорон він знайомиться із дивним загадковим чоловіком на ім'я Містер Середа (Іян Макшейн), який пропонує йому роботу охоронця, тим самим свідомо залучаючи у війну між «Старими» і «Новими» богами.

## Ролі

### Головні
| Актор          | Роль                                                       |
| -------------- | ---------------------------------------------------------- |
| Рікі Віттл     | Тінь Мун (колишній в'язень і тілоохоронець Містера Середи) |
| Емілі Браунінг | Лора Мун (дружина Тіні)                                    |
| Кріспін Гловер | Містер Всесвіт (лідер «Нових богів»)                       |
| Брюс Ленглі    | Технохлопчик (новий бог технології)                        |
| Єтиде Бадакі   | Білкіс (богиня кохання)                                    |
| Пабло Шрайбер  | Божевільний Свіні (лепрекон)                               |
| Іян Макшейн    | Містер Середа (лідер «Старих богів»)                       |
| Орландо Джонс  | Анансі                                                     |
| Муса Крайш     | Джин                                                       |
| Омід Абтахі    | Салім                                                      |

### Другорядні
| Актор             | Роль                            |
| ----------------- | ------------------------------- |
| Джилліан Андерсон | Медіа (нова богиня комунікації) |
| Клоріс Лічмен     | Зоря Вечірня                    |
| Петер Стормаре    | Чорнобог                        |
| Кріс Обі          | Анубіс                          |
| Сакіна Джафрі     | Калі                            |
| Блайт Даннер      | Деметра                         |
| Іван Реон         | Ліам Дойл (лепрекон)            |
| Бетті Ґілпін      | Одрі, подруга Лори              |
| Бет Ґрант         | Джек, власниця бару             |

### Епізодичні
| Актор           | Роль           |
| --------------- | -------------- |
| Марта Келлі     | Зоря Ранішня   |
| Еріка Каар      | Зоря Опівнічна |
| Джеремі Девіс   | Ісус Христос   |
| Корбін Бернсен  | Вулкан         |
| Крістін Ченовет | Остара         |
| Денні Трехо     | Містер Всесвіт |
| Мерілін Менсон  | Johan Wengren  |

## Епізоди
| Сезон | Епізоди | Епізоди | Оригінальний показ | Оригінальний показ |
| Сезон | Епізоди | Епізоди | Перший показ       | Останній показ     |
| ----- | ------- | ------- | ------------------ | ------------------ |
| 1     | 8       | 8       | 30 квітня 2017     | 18 червня 2017     |
| 2     | 8       | 8       | 10 березня 2019    | 28 квітня 2019     |
| 3     | 10      | 10      | 10 січня 2021      | 21 березня 2021    |

### 1-й сезон (2017)
| № | Назва                                                 | Режисер           | Сценарист                                    | Дата показу    | Глядачі США (мільйони) |
| - | ----------------------------------------------------- | ----------------- | -------------------------------------------- | -------------- | ---------------------- |
| 1 | «Сад на кістках» «The Bone Orchard»                   | Девід Слейд       | Браян Фуллер та Майкл Ґрін                   | 30 квітня 2017 | 0,975                  |
| 2 | «Таємниця ложок» «The Secret of Spoons»               | Девід Слейд       | Браян Фуллер та Майкл Ґрін                   | 7 травня 2017  | 0,710                  |
| 3 | «Голова, повна снігу» «Head Full of Snow»             | Девід Слейд       | Браян Фуллер та Майкл Ґрін                   | 14 травня 2017 | 0,716                  |
| 4 | «Мерзотник пішов» «Git Gone»                          | Крейг Зобел       | Браян Фуллер та Майкл Ґрін                   | 21 травня 2017 | 0.631                  |
| 5 | «Лимонний запах» «Lemon Scented You»                  | Наталі Вінченцо   | Девід Ґраціано                               | 28 травня 2017 | 0.666                  |
| 6 | «Вбивство богів» «A Murder of Gods»                   | Адам Кан          | Симус Кевін Фегі, Браян Фуллер та Майкл Ґрін | 4 червня 2017  | 0.607                  |
| 7 | «Молитва за Свіні Вар'ята» «A Prayer for Mad Sweeney» | Адам Кан          | Марія Мельник                                | 11 червня 2017 | 0.629                  |
| 8 | «Прийди до Ісуса» «Come to Jesus»                     | Флорія Сіґізмонді | Бека Брунстеттер, Майкл Ґрін та Браян Фуллер | 18 червня 2017 | 0.774                  |

### 2-й сезон (2019)
| № | Назва                                                                          | Режисер                      | Сценарист                            | Дата показу     | Глядачі США (мільйони) |
| - | ------------------------------------------------------------------------------ | ---------------------------- | ------------------------------------ | --------------- | ---------------------- |
| 1 | «Будинок на скелі» «House on the Rock»                                         | Крістофер Бірн               | Ніл Ґейман, Джессі Александер        | 10 березня 2019 | 0,520                  |
| 2 | «Ошуканець» «The Beguiling Man»                                                | Фредерік І. О. Туа           | Тайлер Дінуччи, Андрес Фішер-Сентено | 17 березня 2019 | 0,348                  |
| 3 | «Мунін» «Muninn»                                                               | Дебора Чов                   | Гезер Беллсон                        | 24 березня 2019 | 0,329                  |
| 4 | «Найвеличніша історія з коли-небудь розказаних» «The Greatest Story Ever Told» | Стейсі Пассон                | Пітер Келловей, Адіті Бренан Капіл   | 31 березня 2019 | 0,336                  |
| 5 | «Шляхи мертвих» «The Ways of the Dead»                                         | Саллі Еліс Річардсон-Вітфілд | Родні Барнс                          | 7 квітня 2019   | 0,306                  |
| 6 | «Донар Великий» «Donar the Great»                                              | Рейчел Талалай               | Адріа Ленґ                           | 14 квітня 2019  | 0,240                  |
| 7 | «Скарб Сонця» «Treasure of the Sun»                                            | Пако Кабесас                 | Гезер Беллсон                        | 21 квітня 2019  | 0,318                  |
| 8 | «Тінь Мун» «Moon Shadow»                                                       | Крістофер Бірн               | Адіті Бренан Капіл                   | 28 квітня 2019  | 0,272                  |

### 3-й сезон (2021)
| №  | Назва                                                      | Режисер         | Сценарист                      | Дата показу     | Глядачі США (мільйони) |
| -- | ---------------------------------------------------------- | --------------- | ------------------------------ | --------------- | ---------------------- |
| 1  | «Зимова казка» «A Winter's Tale»                           | Джон Аміель     | Девід Пол Френсіс              | 10 січня 2021   | 0,209                  |
| 2  | «Серйозне місячне світло» «Serious Moonlight»              | Джуліан Холмс   | Мойзес Верно                   | 17 січня 2021   | 0,185                  |
| 3  | «Попіл і демони» «Ashes and Demons»                        | Томас Картер    | Енн Кенні                      | 24 січня 2021   | 0,160                  |
| 4  | «Небачене» «The Unseen»                                    | Єва Сьорхауг    | Нік Гіллі                      | 31 січня 2021   | 0,204                  |
| 5  | «Сестра Воскресіння» «Sister Rising»                       | Нік Копус       | Деміан Кіндлер                 | 14 лютого 2021  | 0,123                  |
| 6  | «Сумління короля» «Conscience of the King»                 | Марк Тінкер     | Арік Авеліно                   | 21 лютого 2021  | 0,197                  |
| 7  | «Вогонь і лід» «Fire and Ice»                              | Рейчел Голдберг | Енн Кенні та Девід Пол Френсіс | 28 лютого 2021  | 0,180                  |
| 8  | «Захоплення горіння» «The Rapture of Burning»              | Тім Саутам      | Холлі Моєр                     | 7 березня 2021  | 0,110                  |
| 9  | «Ефект озера» «The Lake Effect»                            | Метін Хусейн    | Лора Пусі та Деміан Кіндлер    | 14 березня 2021 | 0,153                  |
| 10 | «Сльози гнівного дерева» «Tears of the Wrath-Bearing Tree» | Рассел Файн     | Лора Пусі та Райан Спенсер     | 21 березня 2021 | 0,182                  |

## Премії та номінації
| Рік  | Премія                        | Номінація                                             | Номінант(и) | Результат | Посилання     |
| ---- | ----------------------------- | ----------------------------------------------------- | --- | --------- | ------------- |
| 2017 | Прайм-тайм премія «Еммі»      | Найкращий дизайн титрів                               | Патрік Клер, Рауль Маркс, Девін Маурер та Джефф Ган | Номінація | [ 30 ]        |
| 2017 | Прайм-тайм премія «Еммі»      | Найкращі візуальні ефекти                             | Кевін Тод Гауґ, Девід Стамп, Джеремі Болл, Берніс Шарлотта Говс, Джессіка Сміт, Джош Карлтон, П'єр Баффін, Джеймс Купер та Аймерік Персевал (за епізод «Сад на кістках») | Номінація | [ 31 ]        |
| 2017 | «Black Reel»                  | Найкраща запрошена зірка: Драматичний серіал          | Орландо Джонс | Номінація | [ 32 ]        |
| 2018 | «Вибір телевізійних критиків» | Найкращий драматичний серіал                          | «Американські боги» | Номінація | [ 33 ]        |
| 2018 | «Вибір телевізійних критиків» | Найкращий актор у драматичному серіалі                | Іян Макшейн | Номінація | [ 33 ]        |
| 2018 | «Вибір телевізійних критиків» | Найкраща акторка другого плану в драматичному серіалі | Джилліан Андерсон | Номінація | [ 33 ]        |
| 2018 | «Супутник»                    | Найкращий жанровий телесеріал                         | «Американські боги» | Номінація | [ 34 ]        |
| 2018 | «Сатурн»                      | Найкращий телесеріал у жанрі фентезі                  | «Американські боги» | Номінація | [ 35 ] [ 36 ] |
| 2018 | «Сатурн»                      | Найкращий актор на телебаченні                        | Рікі Віттл | Номінація | [ 35 ] [ 36 ] |
| 2018 | «Сатурн»                      | Найкраще DVD чи Blu-ray видання телесеріалу           | «Американські боги: Перший сезон» | Перемога  | [ 35 ] [ 36 ] |